# Artillerie-Generatorauto M.16
L'Artillerie-Generatorauto M.16 era un trattore d'artiglieria benzo-elettrico austro-ungarico, utilizzato durante la prima e la seconda guerra mondiale per il traino delle artiglierie d'assedio Škoda.

## Storia

### Sviluppo
Negli anni immediatamente precedenti alla Grande Guerra la Škoda iniziò a lavorare su una nuova generazione di pezzi di artiglieria per il parco d'assedio dell'Imperiale e regio esercito, costituita dal cannone 24 cm Kanone M. 16 e dagli obici Škoda 38 cm Vz. 1916 e Škoda 42 cm Vz. 1914. Risultò immediatamente evidente che se la forza armata voleva sfruttare le caratteristiche di mobilità di queste nuove possenti armi era necessario sviluppare un nuovo trattore.
Lo sviluppo del mezzo venne affidato nientemeno che a Ferdinand Porsche, che a quel tempo lavorava come progettista nella Austro-Daimler di Wiener Neustadt. Il progetto presentato da Porsche era molto innovativo; prevedeva infatti un motore a benzina a 6 cilindri per attivare un generatore elettrico; l'energia elettrica alimentava sia i motori elettrici sui mozzi delle ruote posteriori del mezzo che, attraverso cablaggi, quelli sulle ruote dei carrelli, che di fatto così non erano trainati ma semoventi.
Le versioni migliorate da Porsche vennero denominate anche B-Zug e C-Zug.

### Utilizzatori
Il Artillerie-generauto M.16 prestò servizio con le suddette artiglierie nel KuK Armee per tutta la durata della Grande Guerra. In conseguenza al trattato di Versailles i mezzi seguirono le sorti delle relative artiglierie. La Cecoslovacchia li impiegò con gli Škoda 42 cm Vz. 1914 e con i 24 cm Kanone M. 16 ricevuti in eredità dalla separazione dall'Austria. Dopo l'accordo di Monaco, la Germania nazista acquistò per oltre 55 milioni di corone i cannoni M. 16 ed i relativi B-Zug, che vennero ribattezzati Generatorzugwagen M.16.
Il Regio Esercito ricevette i trattori in conto riparazioni di guerra insieme agli Škoda 38 cm Vz. 1916 (380/15) ed agli Škoda 42 cm Vz. 1914 (420/12), ancora in carico durante la seconda guerra mondiale come carro-generatore Daimler.

## Tecnica
Il telaio del M.16 era di impostazione tradizionale, 4×2 a trazione posteriore con ruote metalliche munite di semi-pneumatici. Il posto di guida per conduttore e meccanico era munito di copertura in tela impermeabile pieghevole a soffietto. Il motore era un Daimler a 6 cilindri a benzina, da 20,32 litri di cilindrata, erogante 150 CV a 1 200 giri/min; motore e generatore erano protetti da una cofanatura metallica, mentre il serbatoio del carburante era fissato dietro il posto di guida. Nella parte posteriore del telaio era posizionato il gancio di traino, il verricello ed un naspo per i cavi elettrici di collegamento con i carrelli. La lunghezza del cavo permetteva di staccare le vetture e farle procedere da sole negli attraversamenti difficili.
Le vetture di traino erano ottenute sollevando ogni carico (in cui erano scomposte le artiglierie da assedio) ed i relativi carri porta-munizioni su una coppia di carrelli a due assi Fahrgestell M.16. I mozzi delle quattro ruote di ogni carrello erano dotati di un motore elettrico alimentato tramite cablaggi dal trattore.
Trattore e carrelli potevano montare sia ruote stradali semipneumatiche da 1030 mm di diametro che ruote ferroviarie da 720 mm di diametro, in modo da poter essere rapidamente adattati al movimento su ferrovia per gli spostamenti di oltre 50 km.
Un M.16, su fondo stradale normale, poteva alimentare un intero treno di traino, composto da 4-5 vetture. Il mezzo si rivelò prestante e funzionale, insostituibile nel traino delle colossali nuove bocche da fuoco Škoda. Questo però al prezzo di una certa complessità costruttiva e di una manutenzione laboriosa. I filtri del carburante dovevano essere puliti ogni 2-3 ore di moto, mentre ogni 10 km era necessario lubrificare i meccanismi e le valvole.